# Айронбридж (ущелина)

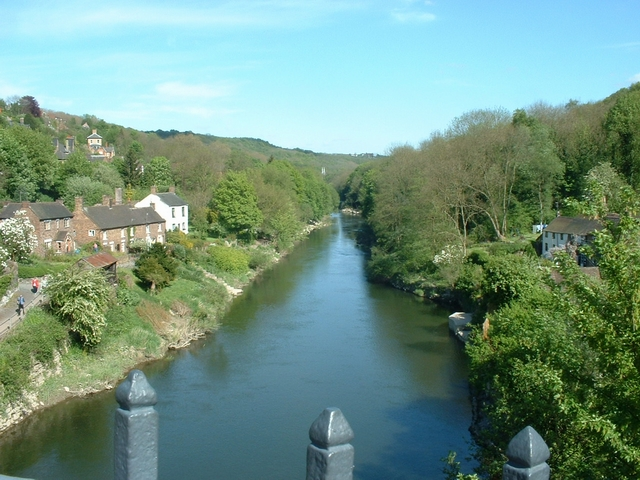
Ущелина Айрон-Брідж. Вид з Залізного моста униз за течією.

52°37′35″ пн. ш. 2°29′10″ зх. д. / 52.62646° пн. ш. 2.48600° зх. д.
Айронбрідж (англ. Ironbridge Gorge) — улоговина (ущелина) у графстві Шропшир, Англія. Через ущелину протікає річка Северн.
Спочатку мала назву Севернська улоговина (англ. Severn Gorge) — від назви річки Северн. Сучасна назва походить від назви Залізного мосту, який був збудований тут 1779 року і англійською зветься «Iron Bridge». З 1986 року ущелина Айрон-Брідж входить у список Світової спадщини ЮНЕСКО.

## Утворення
Ущелина була утворена у Льодовиковому періоді.

## Місцезнаходження
Займає територію площею 5,5 км² (550 га).

## Визначні пам'ятки місцевості
Комітет світової спадщини ЮНЕСКО виділяє п'ять основних об'єктів на території ущелини
- Місто Колбрукдейл. Тут збереглися низка будівель XVIII і XIX століть. На місцевомку заводі вперше в світовій практиці було здійснено плавку чавуну з використанням коксу. Технологія використання коксу була впроваджена Абрахамом Дербі І і Абрахамом Дербі ІІ.
- Залізний міст, збудований 1779 року Абрахамом Дербі ІІІ. Від англійської назви мосту походять назви села Айронбрідж і всієї ущелини.
- Хей-Брук-Валі є великим музеєм просто неба. На його території є залишки старовинної доменної пічі.
- Джекфілд є невеличким поселенням на південному березі річки Северн, у якому виробляли декоротивні керамічні кахлі.
- Колпорт (Коулпорт) є селищем на північному березі річки Северн на сході ущелини. З 1796 по 1926 рік на фабриці у Колпорті, найбільшій у країні, виробляли порцелянові вироби.